# An-doughnut
L'an-doughnut (en japonais : あんドーナツ (an-dōnatsu)) est un beignet japonais fourré à la pâte de haricot rouge. C'est une confiserie créée au Japon, au même titre que l'anpan, le jam pan, le cream pan, le pain au curry et bien d'autres. On ignore quand l'an-doughnut a été créé au Japon. Cependant, Mister Donut au Japon a ajouté les an-doughnuts à son menu en décembre 1983.